# Mike Mullane
Richard Michael "Mike" Mullane, född 10 september 1945 i Wichita Falls, Texas, är en amerikansk astronaut uttagen i astronautgrupp 8 den 16 januari 1978.

## Rymdfärder
- STS-41-D
- STS-27
- STS-36